# طانسية أفغانية
طانسية أفغانية (الاسم العلمي:Tanacetopsis afghanica) هي نوع من النباتات تتبع جنس الطانسية من الفصيلة النجمية.